# Maja-Brita Mossberg
Maja-Brita Mossberg, tidigare gift Wollter och Larson, född 3 maj 1936 i Vasa församling i Göteborg, död 17 maj 2023 i Annedals distrikt i Göteborg, var en svensk författare och skribent.

## Biografi
Mossberg var dotter till tandläkaren Gustaf Mossberg (1898–1946) och hans hustru Brita Nyberg (1914–1981), omgift Nilsson. Efter studentexamen 1955 vid "Flickläroverket" i Göteborg arbetade hon som elev på ateljén, reklamassistent och copywriter på Gumælius annonsbyrå i Göteborg. Hon började frilansa som copywriter i början av 1960-talet och hade under 1980-talet helt övergått till arbeta som informatör med uppdrag inom olika samhällsorgan: kommuner, landsting, statliga myndigheter och bolag. Mossberg hade också skrivit ungdomsböcker, en ungdomsroman, en roman, facklitteratur samt den skönlitterära biografien "Bakljus" (1994), som författats efter ett tjugotal samtal med tidigare maken Sven Wollter.

### Familj
Maja-Brita Mossberg var gift första gången 1956–1958 med skådespelaren Sven Wollter (1934–2020) och andra gången 1961–1978 med redaktören Sven-Gunnar Larson (född 1928), med vilken hon fick tre barn. Mossberg är begravd på Östra kyrkogården i Göteborg.